# High Standard HDM
A High Standard HDM é uma pistola semiautomática equipada com um silenciador integrado. Com base na pistola de tiro ao alvo "High Standard .22 Pistol", foi adotada pelo Office of Strategic Services (OSS) durante a Segunda Guerra Mundial. O chefe do OSS, Bill Donovan, demonstrou a pistola ao presidente Franklin Roosevelt dentro do Salão Oval. Por causa de questões legais durante o tempo de guerra, balas .22 LR totalmente jaquetadas foram desenvolvidas para esta pistola.
Ela ainda é encontrada em inventários dos Estados Unidos, incluindo o da CIA, dos Marines e dos Boinas Verdes. A High Standard HDM também foi fornecida aos pilotos do Lockheed U-2. "A pistola foi feita especialmente pela High Standard. Era no calibre .22 e tinha um cano extra longo com um silenciador na ponta".

## Visão geral
A High Standard HDM é uma pistola semiautomática operada por blowback convencional equipada com um supressor integrado que diminui seu ruído de disparo em mais de 20 dB. Este projeto de pistola foi originalmente entregue em 20 de janeiro de 1944, e os modelos originais do contrato foram pintados com acabamento parquerizado (fosfato) no silenciador. Os modelos subsequentes foram completamente parkerizados. Os modelos do pós-Segunda Guerra Mundial produzidos para a CIA também foram azulados. A arma tem uma alavanca de segurança montada na estrutura à esquerda em uma posição semelhante à da M1911A1 e à da Browning Hi-Power. A mira frontal é uma lâmina fixa com uma mira traseira também fixa com entalhe quadrado.
A High Standard HDM usa um liberador do carregador na base da empunhadura. A arma é eficaz em curtas distâncias quando a baixa energia do cartucho disparado é efetiva; o design é simples e típico do período em que foi projetado.